# 6435 Daveross
A 6435 Daveross (ideiglenes jelöléssel 1984 DA) egy kisbolygó a Naprendszerben. Eleanor F. Helin és R. Scott Dunbar fedezte fel 1984. február 24-én.